# 耶日·斯科利莫夫斯基
耶日·斯科利莫夫斯基（波蘭語：Jerzy Skolimowski，1938年5月5日—），波蘭電影導演、演員與編劇，畢業於羅茲電影學院，也是一位具有相當影響力的波蘭導演。2016年於第73屆威尼斯影展獲頒榮譽金獅獎。

## 作品
- 1965年：
  - 《輕取（波兰语：Walkower (film)）》（Walkower）
  - 《特徵：無》（Sposób bycia,'）
- 1966年：《醫往情深的瞬間（葡萄牙語：Bariera (film)）》（Bariera）
- 1967年：《出發吧！戀人們（法语：Le Départ (film)）》（Le départ），获得柏林影展金熊奖
- 1970年：
  - 《糊塗福星救萬兵》（The Adventures of Gerard）
  - 《早春（英语：Deep End (film)）》（Deep End）
- 1972年：《王，后，傑克（英语：King, Queen, Knave (film)）》（King, Queen, Knave）
- 1978年：《死神的呼喚》（The Shout），獲得坎城影展評審團大獎
- 1981年：《沉默的怒吼》（Ręce do góry）
- 1982年：《英倫月光（英语：Moonlighting (film)）》（Moonlighting），獲得坎城影展最佳劇本獎
- 1984年：《成功是最好的報復》（Success Is the Best Revenge）
- 1985年：《怒海惡客》（The Lightship），獲得威尼斯影展評審團特別獎
- 1989年：《急流的春天（英语：Torrents of Spring (1989 film)）》（Torrents of Spring）
- 1991年：《費爾迪杜凱（波兰语：Ferdydurke (film)）》（Ferdydurke）
- 2008年：《與安娜的四個夜晚》（Cztery noce z Anną），獲得東京影展評審團大獎
- 2010年：《我不要死》（Essential Killing），獲得威尼斯影展評審團特別獎
- 2015年：《11分鐘（波兰语：11 minut (film)）》（11 minut）
- 2022年：《如果驢知道》（IO），獲得坎城影展評審團獎
- 2023年：《瑞士华庭》（The Palace，编剧）

## 外部連結
- Senses of Cinema: Great Directors Critical Database （页面存档备份，存于）
- 耶日·斯科利莫夫斯基在互联网电影资料库（IMDb）上的資料（英文）